# Город-Макит
Город-Макит — одна из горных вершин Амурской области, самая высокая вершина хребта Ям-Алинь. Высота - 2295 метров. Расположена на территории Селемджинского района Амурской области.  
На вершине горы установлен обелиск с портретом писателя и исследователя Г.А. Федосеева.